# Bugudanahalli, Turuvekere
Bugudanahalli là một làng thuộc tehsil Turuvekere, huyện Tumkur, bang Karnataka, Ấn Độ.